# Zonder titel (Pjotr Müller)
Aan het Gaasperparkpad in Amsterdam-Zuidoost staat een titelloos beeld van Pjotr Müller.
Bij de inrichting van de Bijlmermeer werd geld vrijgemaakt voor artistieke kunstwerken. Müller werd in een vrije opdracht verzocht een beeld te leveren dat geplaatst zou worden tussen de honingraatflats Grubbehoeve en Grunder. Hij kwam met een beeld van “spierwit” marmer, waarbij het lijkt of twee gedraaide staven met elkaar verstrengeld zijn. Het beeld is echter uit één brok marmer gemaakt, aldus het bijbehorend infobordje. Het beeld inclusief een drietraps sokkel viel door haar witte kleur op naast de eerder genoemde grijze flats. Het doet enigszins denken aan de spaarlampen van decennia later. 
Het beeld maakt deel uit van een verzameling beelden, die vanwege de sanering van de wijk verplaatst moesten worden, al was hier de verplaatsing gering. De verplaatsing was nodig in verband met de sloop van flat Grunder en een nieuwe stadsplattegrond die dat tot gevolg had. Het beeld stond eerst midden in de bebouwing, vanaf omstreeks 2005 bijna aan het (nieuwe) water.  

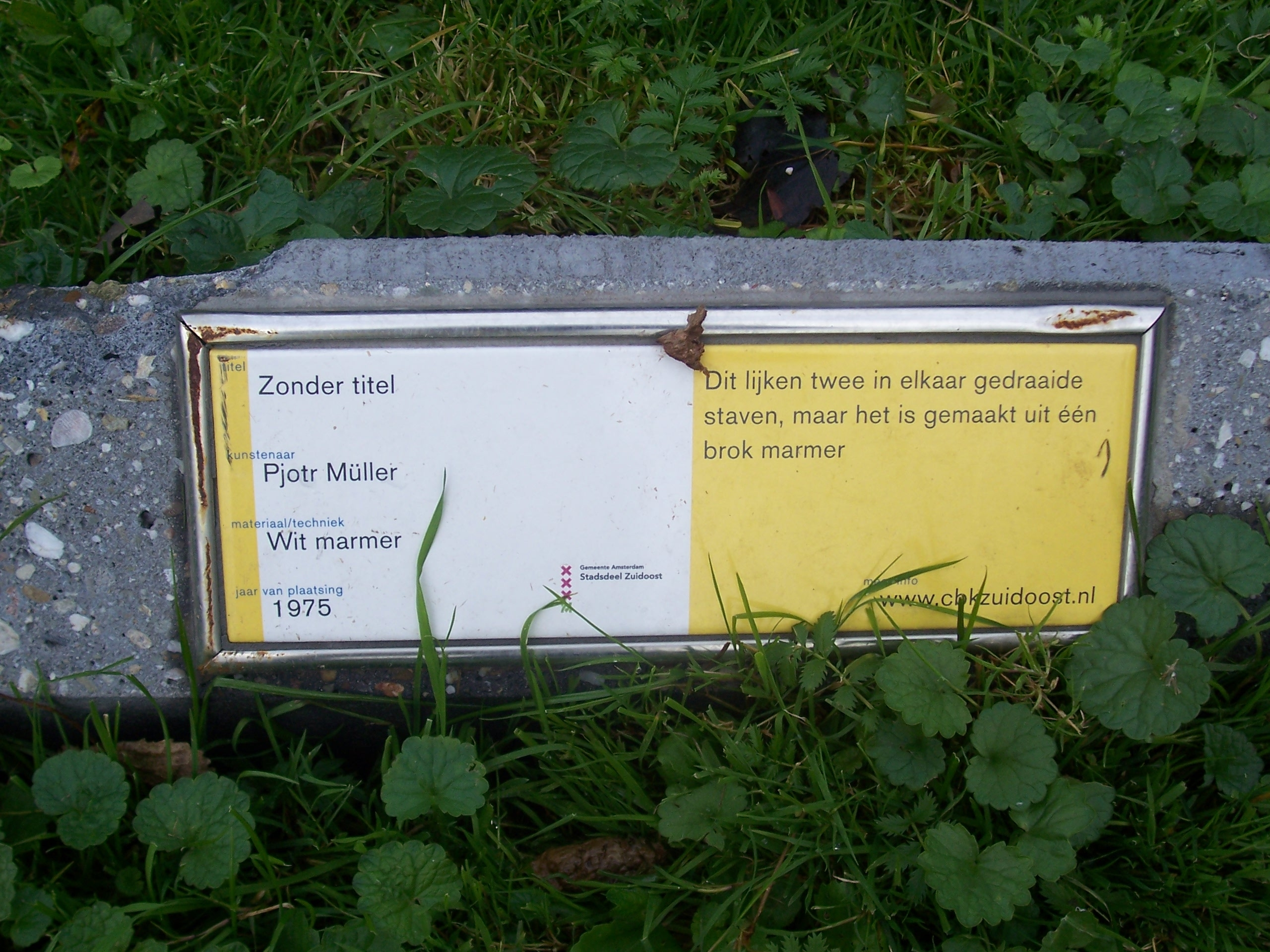
Oud infobordje (foto 2012)